# Opodiphthera banksi
Opodiphthera banksi är en fjärilsart som beskrevs av Leach 1928. Opodiphthera banksi ingår i släktet Opodiphthera och familjen påfågelsspinnare. Inga underarter finns listade i Catalogue of Life.